# Пінчук Олег Степанович
Олег Степанович Пінчук (15 червня 1960, Дрогобич) — сучасний український скульптор, майстер бронзової скульптури та арт-інсталяцій. Народний художник України (з 2018). Член Національної спілки художників України з 1990.

## Біографічні відомості
Народився 15 червня 1960 року в місті Дрогобич, Львівської обл., Україна. Навчався в студії образотворчого мистецтва Григорія Хусіда в Києві (1977—1982).  Закінчив відділення скульптури Національної академії  образотворчого мистецтва та архітектури у 1988. Педагоги з фаху –   В. Чепелик, В. Борисенко,  І. Макогон, В. Сухенко,  М. Вронський. Згодом удосконалював майстерністіь у Вищій школі образотворчого мистецтва (ESAV)  у Женеві,(Швейцарії) (1993—1995 рр.) під керівництвом скульптора Мішеля Гірші.
Учасник багатьох виставок, серед яких: Cite Inrernationale des Arts (Франція), «Ukrainian Seasons» (Франція), Дні культури Києва в Тулузі (Франція), Kyiv Art Contemporary («Мистецький Арсенал», Україна), «Великий скульптурний салон» («Мистецький Арсенал», Україна). Також в: Kanagava Municipal Gallery (Японія), галереї «Arrte» (Нідерланди), галереї «Soret — II» (Швейцарія) та багатьох інших.
Роботи експонувалися і знаходяться в колекціях Віденського музею історії мистецтв, ювелірній фірмі Cartier в Женеві, Espace Pierre Cardin в Парижі, Ризькому музеї іноземних колекцій, Московському музеї сучасного мистецтва, Національному музеї історії України,  Національному музеї «Київська картинна галерея», Одеському музеї західного і східного мистецтв, Національному музеї у Львові і т. д. Монументальні роботи знаходяться в історичних центрах європейських міст.
В 2016 році очолював «Центр сучасного мистецтва М17».

## Персональні та групові виставки (вибірково)
1987 — Національна Експозиція в Центральному домі художника (Київ, Україна)
1994 — Cartier International SA (Женева, Швейцарія)
1996 — Баварський фонд HANNS SEIDEL (Мюнхен)
1997 — нагорода Міжнародного фестивалю мистецтв «Золотий Перетин» (Україна)
1999 — Espace Pierre Cardin (Париж, Франція)
2000 — Національний художній музей (Київ, Україна)
2000 — Одеський музей західного та східного мистецтва (Україна)
2000 — Муніципальна галерея Kanagava (Йокогама, Японія)
2001—2002 — CitO International des Arts (Париж, Франція)
2002 — Московський музей сучасного мистецтва (Москва, Росія)
2003 — Національний музей історії України (Київ, Україна)
2004 — Музей Богдана та Варвари Ханенків (Київ, Україна)
2004 — Музей зарубіжних колекцій (Рига, Латвія)
2005 — Музей культурної спадщини (Київ, Україна)
2007 — Одеський музей західного та східного мистецтва (Україна)
2007 — I Художній салон (Київ, Україна)
2008 — II Міжнародний художній салон (Київ, Україна)
2008 — Художній музей (Харків, Україна)
2009 — Донецький художній музей (Донецьк, Україна)
2010 — Art Kyiv Contemporary «Український дім», (Київ, Україна)
2011 — Скульптурний салон «Мистецький Арсенал», (Київ, Україна)
2011 — Ukrainian Seasons (Париж, Франція)
2012 — Київський міський музей, (Київ, Україна)
2013 — Скульптурний салон «Мистецький Арсенал», (Київ, Україна)
2014 — Скульптурний салон «Мистецький Арсенал», (Київ, Україна)
2015 — Скульптурний салон «Мистецький Арсенал», (Київ, Україна)
2017  —«Простір як дійство» Національний музей у Львові (Львів, Україна)

Серед шанувальників і колекціонерів Олега Пінчука: нобелівський лауреат з літератури Маріо Варгас Льоса, член Палати Лордів Великої Британії — Ширлі Вільямс, баронеса — Вільямс оф Кросбі, П'єр Карден, Мстислав Ростропович, брати Клички, Любов Хоба, та ін.
- Галерея робіт Олега Пінчука

## Нагороди
- Народний художник України (з 2018) [4].

- Почесна грамота міського голови.

- Орден преподобних Антонія і Феодосія Печерських.

- Нагорода «Золотий перетин» ІІ Міжнародного арт-фестивалю в Києві (1997);

- Премія ХХІ Міжнародного фестивалю Napoli Cultural Classic (2021), секція скульптури, Марильяно, Італія (2021).[5].

## Використання скульптур
Зображення скульптур Олега Пінчука використовуються на годиннику швейцарської фірми BOVET.

## Сім'я
Одружений. Виховує двох дітей.